# Gudari
Gudāri är en ort i Indien.   Den ligger i distriktet Rayagada och delstaten Odisha, i den centrala delen av landet, 1 200 km sydost om huvudstaden New Delhi. Gudāri ligger 127 meter över havet och antalet invånare är 6 895.
Terrängen runt Gudāri är kuperad åt nordväst, men åt sydost är den platt. Runt Gudāri är det ganska tätbefolkat, med 100 invånare per kvadratkilometer. Det finns inga andra samhällen i närheten. Omgivningarna runt Gudāri är en mosaik av jordbruksmark och naturlig växtlighet.